# Pareuseboides albomarmoratus
Pareuseboides albomarmoratus är en skalbaggsart som beskrevs av Stefan von Breuning 1948. Pareuseboides albomarmoratus ingår i släktet Pareuseboides och familjen långhorningar. Inga underarter finns listade i Catalogue of Life.